# Siuna (Kalikot)
Siuna (nep. सिउना) – gaun wikas samiti w zachodniej części Nepalu w strefie Karnali w dystrykcie Kalikot. Według nepalskiego spisu powszechnego z 2011 roku liczył on 911 gospodarstw domowych i 5581 mieszkańców (2758 kobiet i 2823 mężczyzn).